# Улица Маяковского (Астрахань)
У́лица Маяко́вского — улица в историческом районе Большие Исады в центральной части Астрахани. Начинчается от улицы Калинина к югу от безымянной площади с памятником Курмангазы Сагырбайулы и идёт с северо-запада на юго-восток параллельно 3-й Интернациональной и улице Чалабяна. Пересекает улицы Победы и Ногина и заканчивается у улицы Свердлова.
Улица преимущественно застроена малоэтажными зданиями дореволюционного периода, в том числе памятниками архитектуры.

## История
До 1837 года улица называлась Новой, затем недолго называлась Армяно-Успенской и была переименована в Армяно-Григорианскую. С 1920 до 1936 года называлась 4-й Интернациональной, после чего получила своё современное название в честь поэта Владимира Владимировича Маяковского.

## Застройка
- дом 2/6 —  памятник архитектуры Дом Кромского (XIX в.)
- дом 20/4/81 —  памятник архитектуры Ансамбль католического храма Успения Пресвятой Девы Марии (1762‒1778 гг.)

## Транспорт
По улице нет движения общественного транспорта, ближайшая остановка маршрутных такси — «Магазин «„Каспий“» — располагается недалеко от северного окончания улицы Маяковского, ближайшая остановка автобусов — «Рынок № 1» — на улице Ногина к северу от её центральной части.